# جامعة الجوف
جامعة الجوف جامعة حكومية سعودية تقع بين مدينتي سكاكا ودومة الجندل بمنطقة الجوف بالمملكة العربية السعودية وهي تحت إشراف وزارة التعليم ويتولى إدارة الجامعة أ.د.محمد بن عبد الله الشايع. حققت الجامعة في مجال التصنيفات الدولية المرتبة51-60 ضمن تصنيف QS 2023 العالمي للجامعات العربية للعام 2023 م.

## نشأة الجامعة
أُنشئت جامعة الجوف بموجب الأمر الملكي رقم (6616\م ب) وتاريخ 12-5-1426 هـ.
وكانت تسمى فرع جامعة الملك سعود بمنطقة الجوف وتشمل كليات العلوم بسكاكا وكلية المجتمع بالقريات فقط. ثم صدر المرسوم الملكي بتسمية الجامعات بأسماء المناطق ومنحها الاستقلالية عن الجامعات الأم فأصبحت جامعة الجوف بدلاً من تسميتها كليات فرع جامعة الملك سعود بالجوف.
ثم أُنشئت كلية الطب في 1427 هـ.
تعمل الجامعة على أنظمة وقوانين التعليم العالي المعمول بها في المملكة العربية السعودية.
حيثُ تصرف مكافآت ماليه لطلبة الأقسام العلمية 990 ريال ولطلبة الأقسام الأدبية والشرعية 840 ريال وتُصرف إعانات الإيجار للمتقدمين والمنطبقة عليهم الشروط..
بالإضافة إلى بدل الإعانة الشهري وعدد من الإعانات المقطوعة الأخرى.
تُقام المدينة الجامعية على مساحة 7,200,000 متر مُقابل مطار منطقة الجوف الواقع غرب مدينة سكاكا بـ 35 كم وشرق محافظة دومة الجندل بمسافة 20 كم.

## كليات الجامعة
- كلية الطب
- كلية الهندسة
- كلية علوم الحاسب والمعلومات
- كلية الصيدلة
- كلية العلوم الطبية التطبيقية
- كلية العلوم
- كلية الشريعة والقانون
- كلية التربية
- كلية العلوم الصحية
- كلية الآداب بسكاكا
- كلية المجتمع
- برنامج السنة التحضيرية
- كلية الأعمال[5]
- كلية التمريض

## كليات خارج الحرم الجامعي
- كلية التربية بدومة الجندل
- كلية العلوم الطبية التطبيقية بالقريات
- كلية العلوم والآداب بالقريات
- كلية المجتمع بالقريات
- كلية العلوم والآداب بطبرجل
- كلية المجتمع بطبرجل
- كلية طب الأسنان

## رؤساء جامعة الجوف
| الرئيس                  | تاريخ التعيين | مصدر  |
| ----------------------- | ------------- | ----- |
| محمد بن عبد الله الشايع | 3 يوليو 2020م | [ 6 ] |
| إسماعيل البشري          | 3 مارس 2012م  | [ 7 ] |
|                         |               |       |

## وصلات خارجية
- الموقع الرسمي